# オートエロティシズム

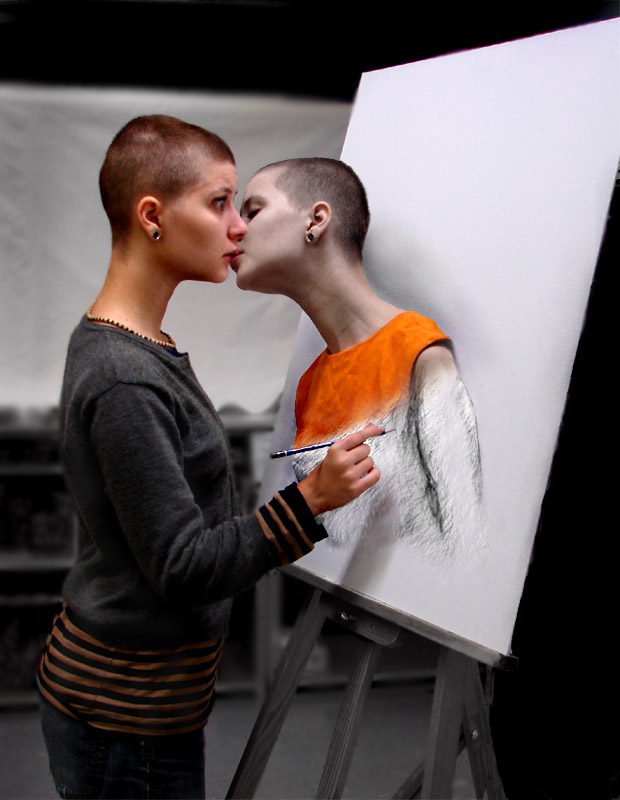
The Muse, autoeroticism in art, modeled by Nina Longshadow at Opus

オートエロティシズム（Autoｰeroticism）は内的な刺激を通して性的感情や、恋愛感情を得ることである。それを行う人をオートセクシャル(Autoｰsexuality)と言う。 
この用語は19世紀末頃にイギリスの性学者ハヴロックエリスによって普及した。彼はオートエロティシズムを「他人から直接的または間接的に生じる外的な刺激がないなかで、自発的に引き起こされる性的感情の現象」と定義した。
オートエロティックな実践のうち最も一般的なものはオナニーである。 ただしオートエロティシズムという用語とオナニーという用語はしばしば互換的なものとして使われるものの、全てのオートエロティックな行動が自慰的であるわけではないため、両者は同義語ではない。 夢精、 性的空想 、そして「性的に中立的」な刺激に対する性的興奮 （音楽、風景、芸術、リスク、精神的な幻想など）もまた、オートエロティシズムの例である。 

## 用語と概念
Myra T. Johnsonはオートエロティックな女性と無性的な女性を対比して、以下のように述べている。「無性的な女性は（……）性的欲求を全く持っていない、（しかし）オートエロティックな女性は（……）そのような欲求を認めるものの、自分だけで満足させることを好む」。ジョンソンの挙げる証拠のほとんどは、オートエロティックか無性的な女性によって書かれ、女性誌に掲載された投稿である。彼女らは、自分たちが不可視化されていて「存在しないという暗黙の了解に抑圧されて」おり、そして性革命とフェミニスト運動の両方に取り残されている、と書いていた。 こうした人々は、存在を社会的に無視されたり、存在を否定されたり、あるいは宗教的理由や神経症的理由や政治的理由で無性的なのだと誤解されたりする。

## 自己刺激
一人でいるときに性具やディルド、バイブレーター、アナルビーズ、シビアンなどを使う人もいる。 オートクンニリングスは未確認だが、オートフェラチオ（自分の口でペニスを刺激する行為）を行っている男性は全体の1％未満だと考えられている。これらの実践者が少数であるのは、実践するために物理的な柔軟性が必要なためだと考えられる。 

## 批判と論争
宗教的な理由や個人的な理由から、オートエロティシズムが間違っていると考える人もいる 。たとえば、オナニーはローマカトリック教会において罪と見なされている 。世界のいくつかの地域では、オナニーについて青年を教えることは論争を招くものとなっている。 たとえば、1994年、当時のアメリカ公衆衛生局長官だったジョイスリン・エルダーズは、10代の妊娠と性感染症を予防する方法として学校でオナニーについて教えることを提唱したことなどを理由に、ビル・クリントンによって解雇された。

## 安全性
オートエロティックな実践のうち、一部には危険な行為もあり、時には死に至ることもある 。例として、セルフ窒息プレイや自縛が挙げられる。 こうした行為を一人で行うことの危険性は、問題が発生した場合に他人からの助けを得ることができない点にある。 

## 他の動物種の場合
動物の性行動は、野生でも家畜でも、多くの種で観察されている。 一部の種は、オートエロティックな目的のための道具を作ることが知られている。